# Estadio Corregidora
Estadio Corregidora – wielofunkcyjny meksykański stadion, wykorzystywany głównie do rozgrywania meczów piłkarskich, zlokalizowany w mieście Querétaro, w stanie Querétaro. Może pomieścić 45,547 widzów. Arena została otwarta w 1985 roku. Pierwszym rozegranym tutaj spotkaniem był sparing reprezentacji Meksyku i Polski (5:0 dla gospodarzy). Były tutaj także rozgrywane mecze MŚ 1986. Estadio Corregidora jest domowym stadionem pierwszoligowego zespołu Querétaro FC. Stadion nosi nazwę na cześć Josefy Ortiz de Domínguez, znanej pod pseudonimem La Corregidora, bohaterki wojny o niepodległość Meksyku.